# Gabelblattgewächse
Die Gabelblattgewächse (Psilotaceae), auch Urfarne genannt, sind eine Familie der Klasse Psilotopsida, die zu den Farnen gehört. Durch das Fehlen von Wurzeln, ihre reduzierten Blätter und die gabelige Verzweigung wirken sie sehr urtümlich.

## Merkmale
Die Gabelblattgewächse (Psilotaceae) sind unter den rezenten Landpflanzen die am wenigsten komplex aufgebauten Gefäßpflanzen. Der Sporophyt ist ausdauernd und besitzt keine Wurzel. Er bildet Rhizome, an denen Rhizoide sitzen. Auch der Embryo besitzt keine Wurzelanlage. Die Sprossachse ist niedrig und dichotom (gabelig) verzweigt. Dabei liegt keine echte Dichotomie vor, sondern neben der alten Scheitelzelle wird eine benachbarte Zelle zur zweiten Scheitelzelle bestimmt. Die Achse trägt reduzierte Blätter ohne oder mit einem Leitbündel. Die oberirdischen Achsen besitzen eine Aktinostele oder annähernd eine Siphonostele, wobei das Mark verholzt ist.

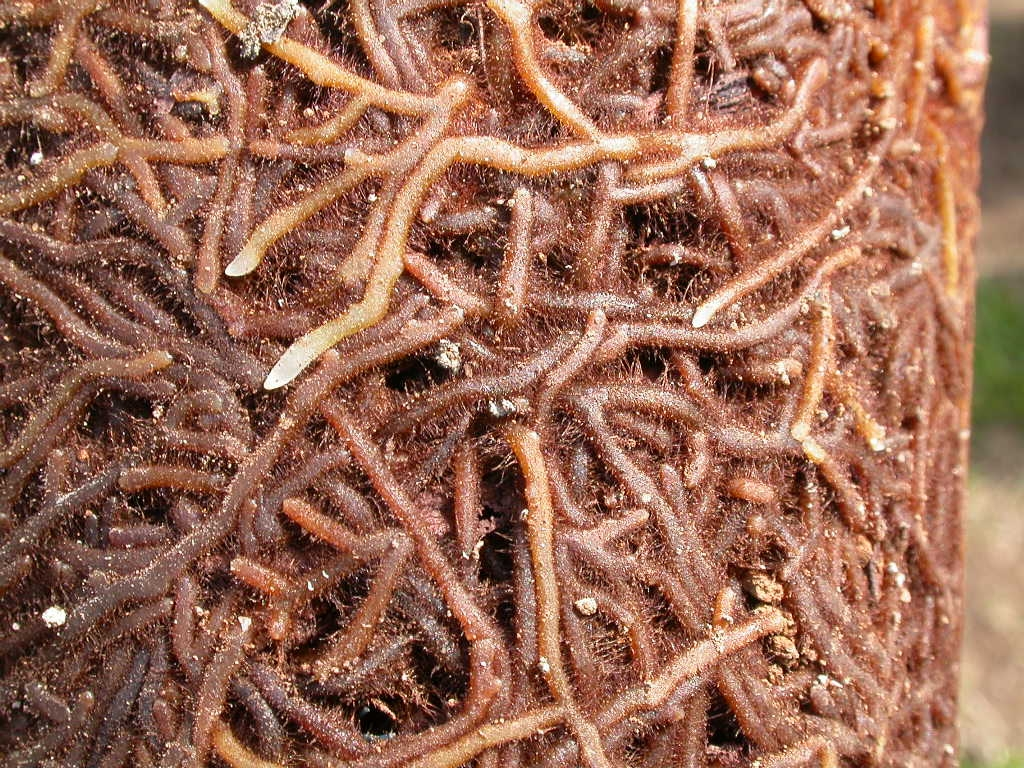
Rhizome von Psilotum

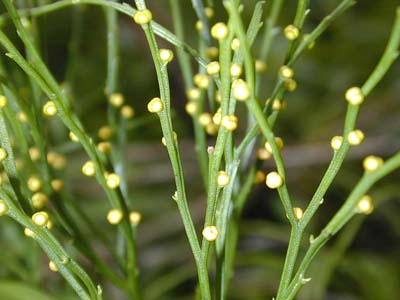
Achsen von Psilotum mit Sporangien

Die Sporangien sind groß, ihre Wand ist zwei Zellschichten dick (eusporangiat). Ein Anulus als Öffnungsmechanismus fehlt. Zwei bis drei Sporangien sind zu einem Synangium verschmolzen und stehen scheinbar an der adaxialen (zur Sprossachse weisenden) Seite eines Gabelblattes. Ein Tapetum fehlt. Die Sporen werden von sterilen Archesporzellen ernährt.
Die Sporen sind alle gleich groß (homospor), nierenförmig, monolet (besitzen eine Narbe). Sie werden zu vielen (über 1000) pro Sporangium gebildet.
Bei Psilotum wächst der Gametophyt unterirdisch, ist nicht photosynthetisch aktiv und ernährt sich durch die Mykorrhiza. Die Gametophyten werden einige Zentimeter groß und sind walzenförmig und verzweigt. Die Antheridien sitzen an der Oberfläche und sind vielkammerig, die Spermatozoiden sind vielgeißelig. Die Archegonien sind klein und eingesenkt. Kräftig entwickelte Gametophyten besitzen Leitbündel mit verholzten Ringtracheiden sowie eine Endodermis.
Die Chromosomengrundzahl beträgt x = 52.

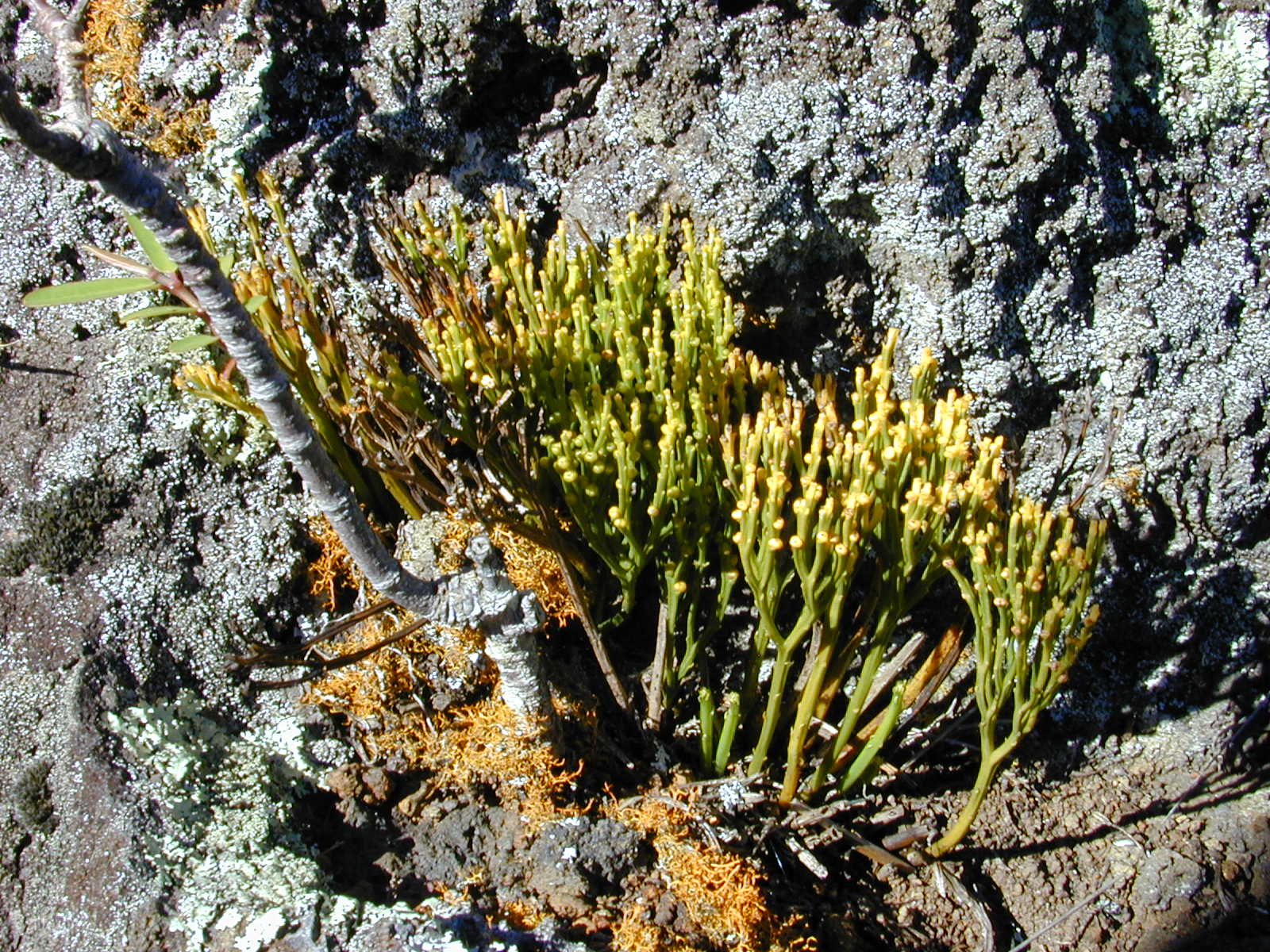
Psilotum nudum auf Hawaii

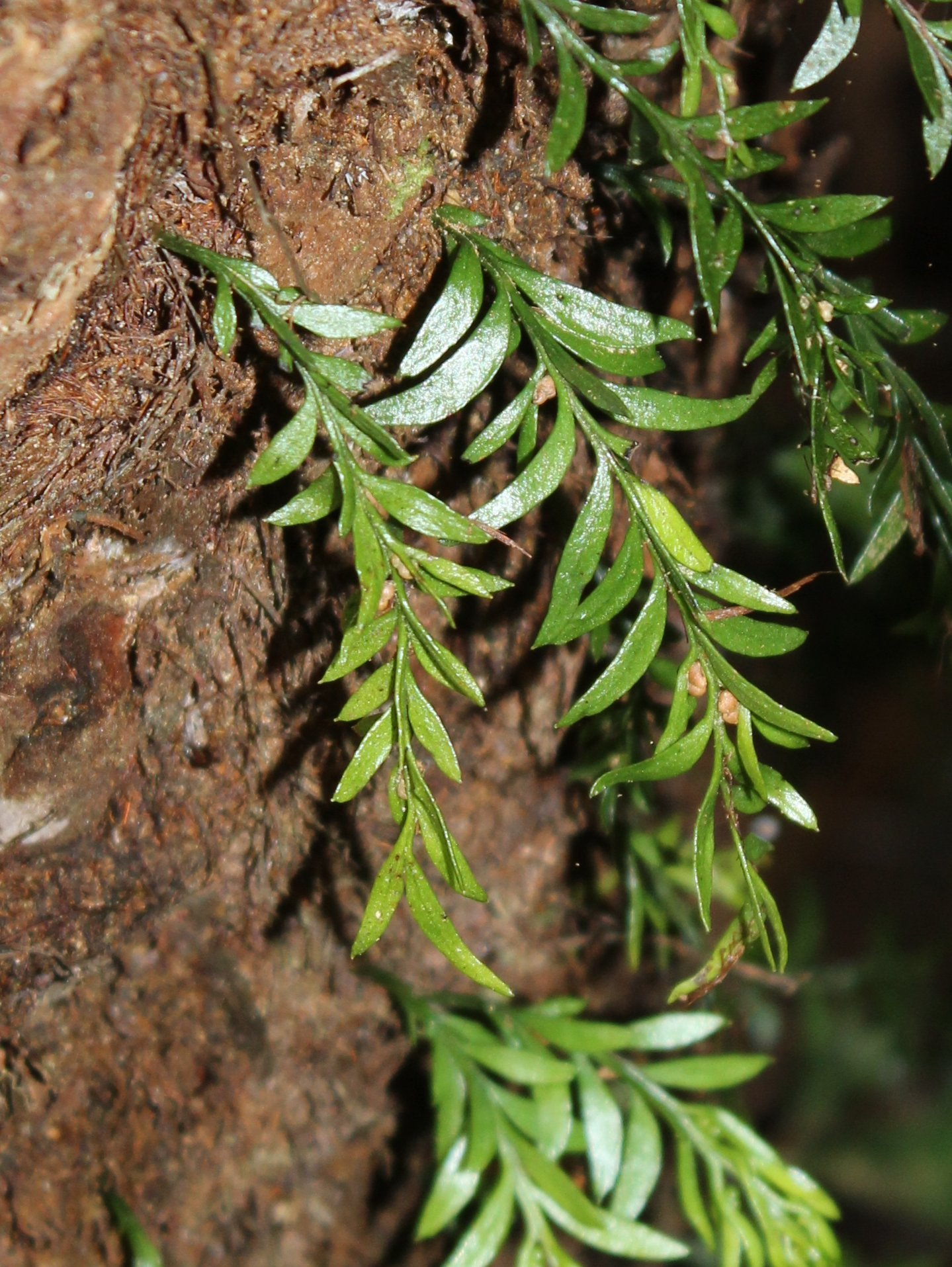
Tmesipteris parva

## Verbreitung
Die Gabelblattgewächse kommen vorwiegend in den Tropen vor und leben terrestrisch oder epiphytisch.

## Systematik
Die systematische Stellung der Gabelblattgewächse war lange Zeit umstritten. Teilweise wurden sie sogar mit den Urfarnen als die basale Gruppe der Gefäßpflanzen angesehen. Molekularbiologische Untersuchungen haben sie jedoch eindeutig zu den Farnen gestellt, wo sie die Schwestergruppe der Natternzungengewächse bilden.
Die Familie enthält die zwei Gattungen mit ca. 12 Arten:
- Psilotum Sw. mit zwei Arten. Sie kommen bevorzugt in Symbiose mit Pilzen vor (Mykorrhiza). Die Pflanzen haben keine Blätter; die Photosynthese geschieht in den Sprossen.
- Tmesipteris Bernh. mit mindestens 10 Arten. Die Arten sind oft Epiphyten auf Baumfarnen der Gattung Dicksonia. Der Spross ist von bis zu 2 cm langen blattähnlichen Schuppen umgeben. Die Gattung wird nicht mehr als eigene Familie Tmesipteridaceae geführt. Folgende Arten gehören dazu (Auswahl):
  - Tmesipteris parva N.A.Wakef.: Sie wurde aus Australien erstbeschrieben.
  - Tmesipteris tannensis (Spreng.) Bernh., Vorkommen: Australien, Tasmanien, Neuseeland.
  - Tmesipteris vieillardii P.A. Dang., Vorkommen: Neukaledonien.

Von den Gabelblattgewächsen sind keine Fossilien bekannt. Aufgrund von molekularen Uhren wurde errechnet, dass sie sich bereits im Karbon von ihrer Schwestergruppe, den Natternzungengewächsen, getrennt haben.

## Belege
- Peter Sitte, Elmar Weiler, Joachim W. Kadereit, Andreas Bresinsky, Christian Körner: Lehrbuch der Botanik für Hochschulen. Begründet von Eduard Strasburger. 35. Auflage. Spektrum Akademischer Verlag, Heidelberg 2002, ISBN 3-8274-1010-X, S. 734.
- Alan R. Smith, Kathleen M. Pryer, Eric Schuettpelz, Petra Korall, Harald Schneider, Paul G. Wolf: A classification for extant ferns. In: Taxon. Band 55, Nr. 3, 2006, ISSN 0040-0262, S. 705–731, Abstract, PDF-Datei.
- John W. Thieret: Psilotaceae. In Flora of North America Editorial Committee (Hrsg.): Flora of North America North of Mexico. Volume 2: Pteridophytes and Gymnosperms. Oxford University Press, New York / Oxford u. a. 1993, ISBN 0-19-508242-7, S. 16–17 (englisch, eingeschränkte Vorschau in der Google-Buchsuche). online. (englisch)